# Vivian Woodward
Vivian John Woodward (Kennington, 3 juni 1879 – Ealing, 31 januari 1954) was een Engelse voetballer.

## Spelersloopbaan
Woodward begon zijn carrière bij Clacton Town. In 1901 maakte hij de overstap naar Tottenham Hotspur FC. Voor deze club speelde hij acht seizoenen. In 1909 ging Woodward voor Chelsea spelen. Aan het begin van de Eerste Wereldoorlog meldde Woodward zich voor militaire dienst aan bij het Britse leger, en speelde daardoor weinig wedstrijden voor zijn club. Hij kreeg echter buitengewoon verlof om de finale van de FA Cup te spelen. Woodward raakte gewond in de oorlog en speelde nooit meer op het hoogste niveau.

## Engels voetbalelftal
Woodward speelde 23 wedstrijden voor het Engels voetbalelftal en wist 29 keer te scoren. Hij staat achtste op de topscorerslijst aller tijden van zijn land. Woodward nam deel aan de Olympische Spelen van 1908 en de Spelen van 1912. Beide keren won Woodward met het Brits olympisch elftal de gouden medaille.
| Logo van de Olympische Spelen | Goud | Zilver | Brons | Logo van de Olympische Spelen |
|                               | 2    | 0      | 0     |                               |

- Library of Congress Control Number: nb2005018752
- Virtual International Authority File: 56132230
- WorldCat: E39PBJdmhfYXmG74yKTJjxWhpP